# Nicole Wisniak
Pour les articles homonymes, voir Wisniak.
Nicole Wisniak, née en 1951 à Boulogne-Billancourt, a créé et dirige le magazine Égoïste.

## Éléments biographiques
Elle fait ses études au lycée Victor-Duruy, où elle côtoie Bettina Rheims, et poursuit par une licence. De 1975 à 1977, elle est archiviste de la succession Picasso dont s'occupe Maurice Rheims, le père de Bettina Rheims, qui est aussi commissaire-priseur et historien d'art. Pablo Picasso a laissé à sa mort une situation particulièrement complexe : une famille plusieurs fois recomposée, des épouses et maîtresses, des enfants légitimes et illégitimes, aucun inventaire des œuvres qu'il a conservées dans ses différents lieux de vie et aucun testament. Maurice Rheims conduit un recensement pendant plusieurs années, et évalue finalement l'entier actif successoral à l'équivalent d'environ 700 millions d'euros,.
Continuant à fréquenter les milieux artistiques et intellectuels de Paris, elle décide fin des années 1970, de lancer une revue avec des interviews, des textes courts et une place importante à des photographies pleine page, voire double page, sur un papier de qualité. C'est la revue Égoïste. Elle utilise ses relations : voisine de palier de Loulou de La Falaise, habituée de chez Castel, elle connaît également Françoise Sagan et fréquente le même coiffeur que la femme d'Helmut Newton… Progressivement, les photographes les plus marquants de leur époque (Helmut Newton, Guy Bourdin, Paolo Roversi, Ellen von Unwerth, Bettina Rheims) nourrissent les numéros successifs, parus au fil des années avec une périodicité capricieuse. Lorsque Helmut Newton quitte le magazine, Richard Avedon le remplace. Au-delà du magazine, Nicole Wisniak se bat également pour trouver, au milieu des années 1990, des lieux d'exposition, en France, pour ce photographe, encore peu connu dans ce pays.
Égoïste offre également un espace de créativité à des écrivains réputés, tels que Françoise Sagan, au départ de l'aventure, mais aussi Jean d'Ormesson, Patrick Besson, Bernard-Henri Levy, André Glucksmann,J. M. G. Le Clézio. Chaque numéro est collectionné avec passion par de nombreux amateurs,.
Elle se marie en 1980 avec le journaliste Philippe Grumbach, dont elle a une fille. En 2012, elle est nommée chevalier de l'Ordre des arts et lettres.